# Honda CBR 600F
La Honda CBR 600F è una motocicletta prodotta dalla casa motociclistica giapponese Honda dal 1987 al 2006, e in seguito dal 2011 al 2013, caratterizzata dal motore con cilindrata di 599 cm³ e frazionamento a quattro cilindri in linea.

## Profilo e contesto

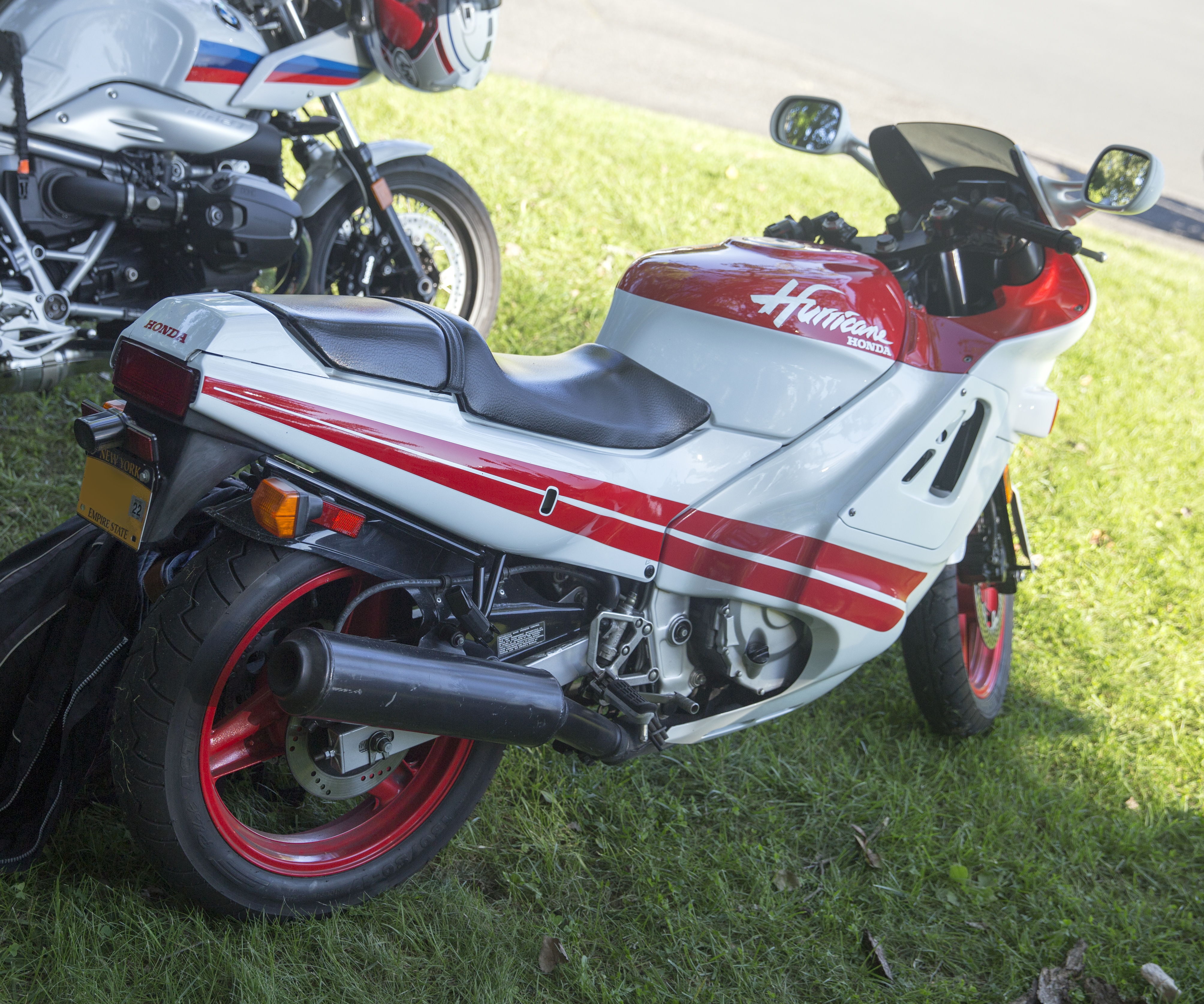
CBR600F Hurricane del 1987

Presentata in anteprima al salone ei Colonnia 1986, la prima generazione della CBR 600F è stata venduta dal 1987 al 1990 e negli Stati Uniti era chiamata Honda Hurricane. In Austria e Messico è stata offerta una versione più piccola, denominata CBR 500F. Le successive generazioni ed evoluzioni sono state designati rispettivamente CBR 600F2, F3, F4 e F4i, con la produzione che è terminata nel 2006. Nel 2011 però, Honda ha presentato una riedizione più moderna della moto, costruendola temporanea solo per un triennio, fino al 2013.
La CBR 600F insieme alla Honda CBR 750F e alla Honda CBR 1000F, è stata la prima moto sportiva Honda a quattro cilindri in linea completamente carenata, inspirata alla Ducati Paso.

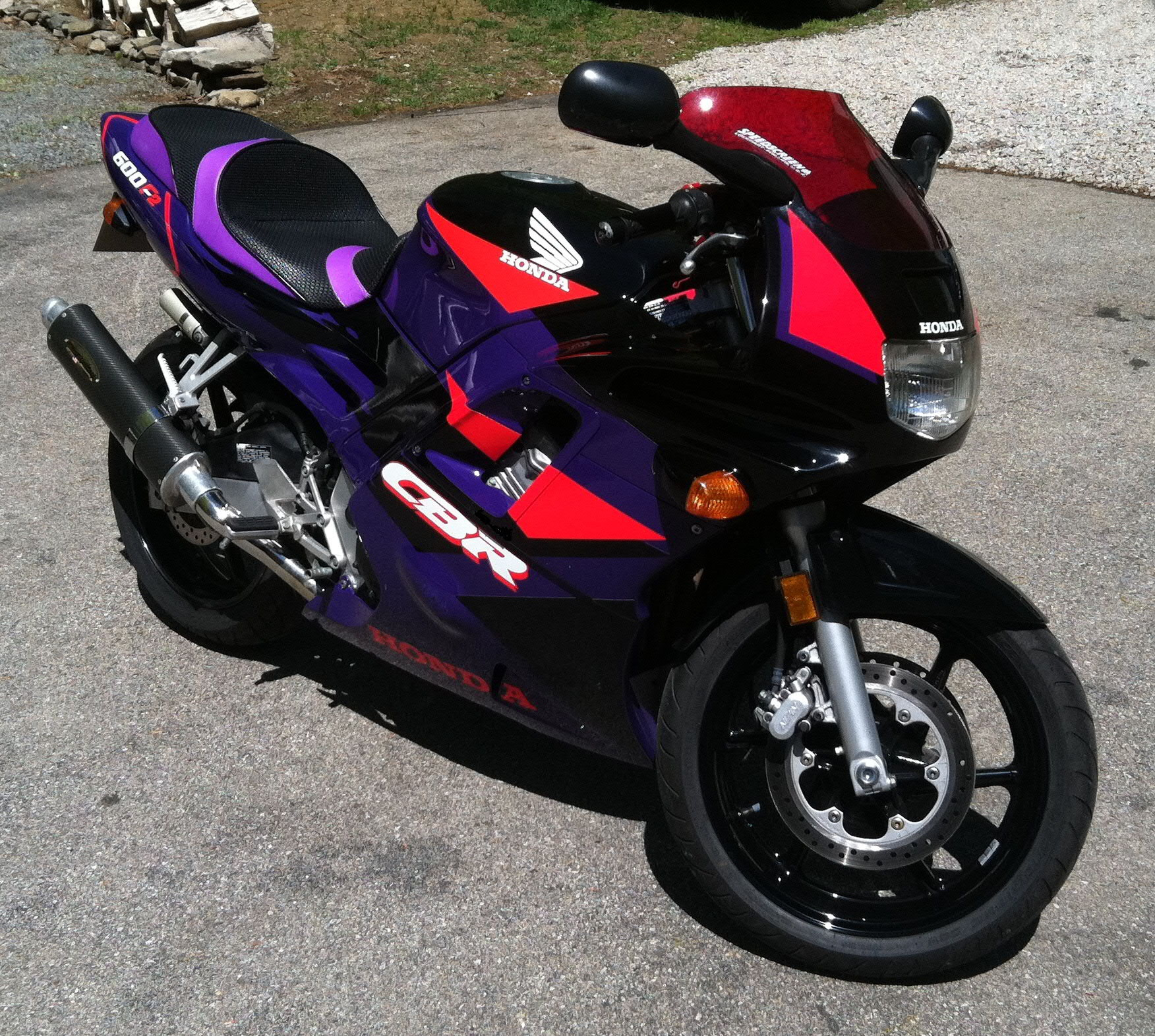
600F2

## Descrizione e storia

### CBR 600F2 (1991–1994)
La CBR 600F2 è stata prodotta dal 1991 al 1994. È stata introdotta per sostituire l'originale CBR 600F Hurricane. Lo sviluppo della CBR 600F2 è incominciato all'inizio del 1989, seguito pochi mesi dopo dal prototipo F2. Esteticamente si discostava dalla precedente generazione per uno stile e una carenatura più morbida e tondeggiante.

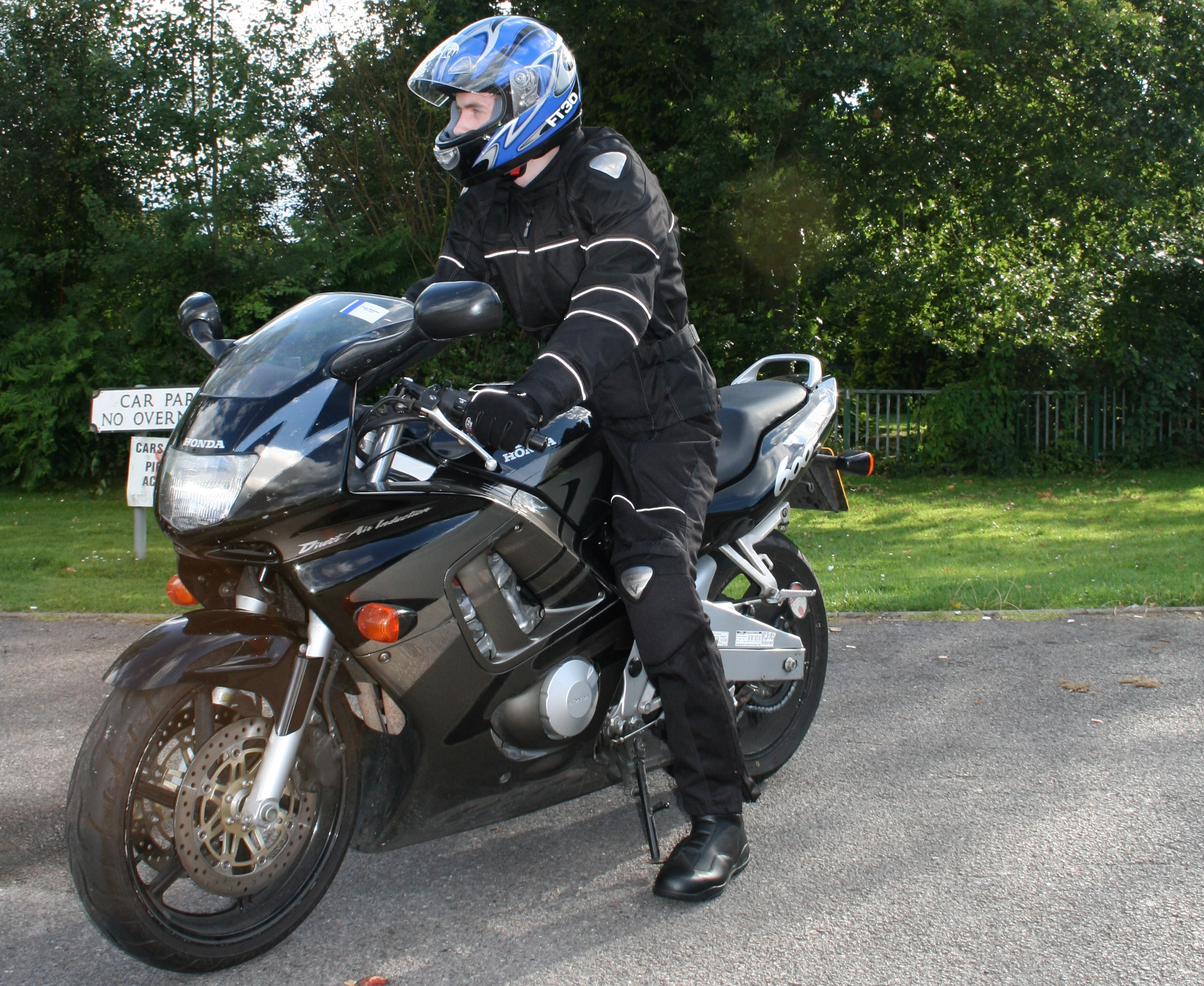
CBR 600F3

### CBR 600F3 (1995–1998)
La CBR 600F3, terza generazione della serie CBR600F, ha sostituito la F2 dal 1995 al 1998. Aveva un motore modificato, nuove presa d'aria e forcelle. I modelli del 1997 e del 1998 erano inoltre dotati di una coppa dell'olio modificata, nuova carenatura, sella e fanale posteriore più ridisegnati e una testata del motore rivista con un guadagno di circa 3,7 kW (5 CV) rispetto ai modelli 1995-1996 per consentire una curva di coppia migliore.
Nel 1996 e nel 1998, la F3 è stata venduta anche nelle versioni "Smokin' Joe's Replica" negli Stati Uniti, Canada e Australia.

### CBR 600F4 (1999-2000)

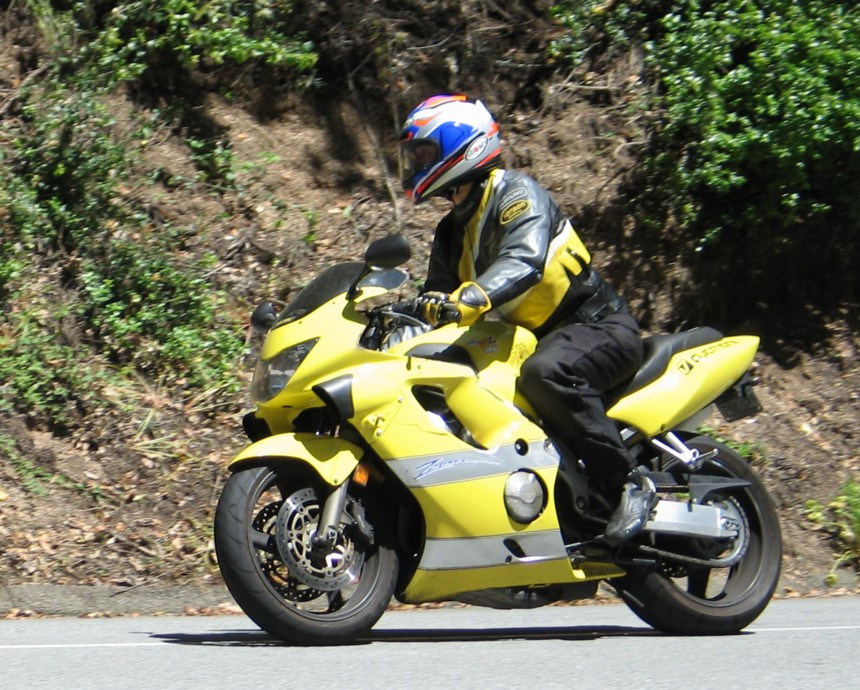
600F4

La CBR600F4 è stata prodotta tra il 1999 e il 2000. È l'ultima della serie della CBR 600F di moto ad essere alimentata a carburatore. È stato utilizzato un nuovo telaio a doppia trave in alluminio che ha ridotto il peso e il basamento del motore è stato progettato per agganciarvi il perno del forcellone. Attraverso una riduzione degli attriti interni e del peso, combinata con l'adozione di valvole più grandi, corsa più corta e un alesaggio maggiore, sono stati incrementati sia il regime di rotazione massimo, che la potenza e la coppia. Inoltre nelle candele sono state incorporate le bobine di accensione e il radiatore dell'olio posizionato vicino al filtro dell'olio. La nuova sospensione aveva forcelle più grandi da 43 mm, mentre i freni anteriori sono stati aggiornati e lo pneumatico posteriore maggiorato con nuovi cerchi a 3 razze. 

### CBR 600F4i (2001-2006)

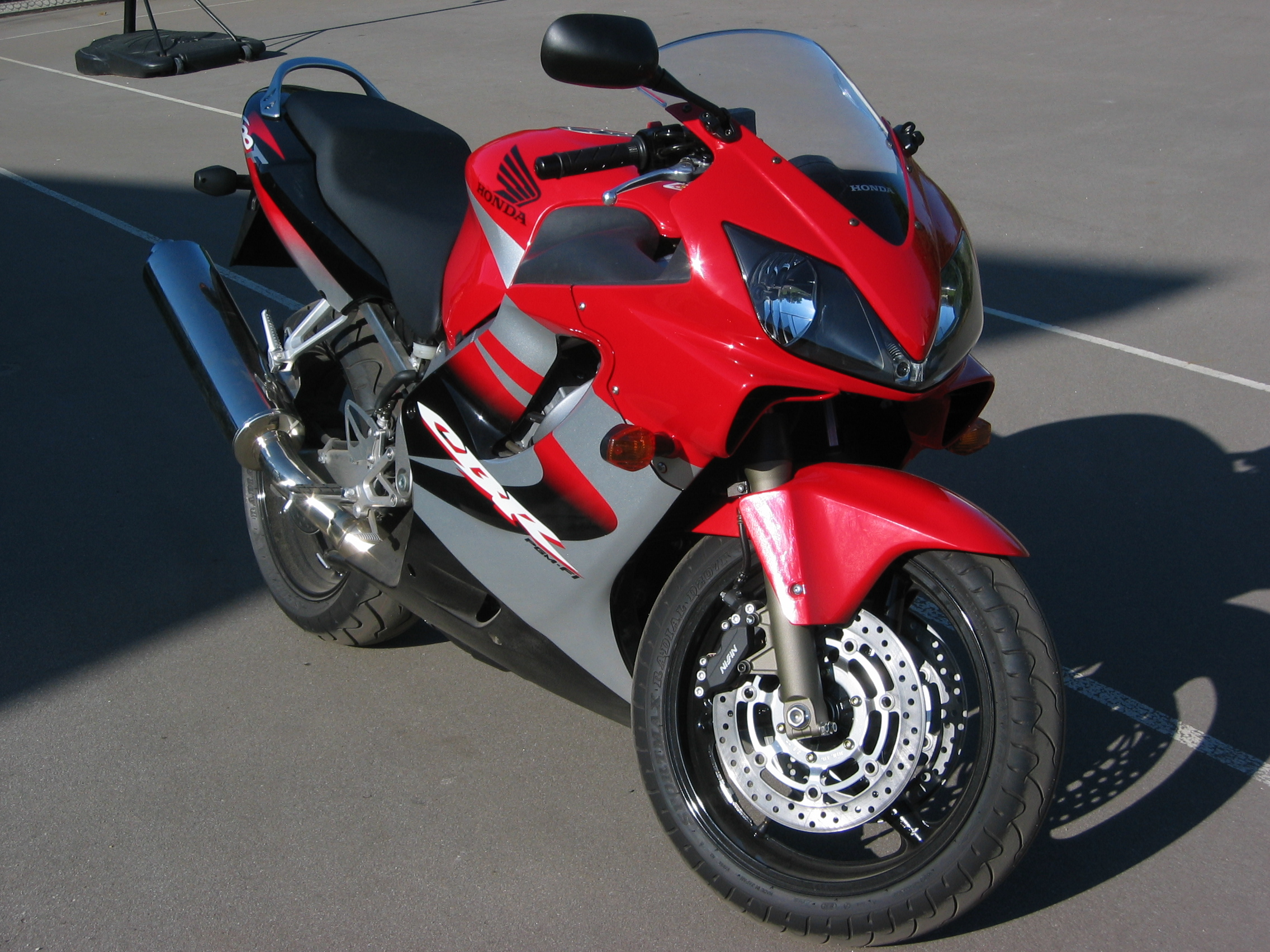
600F4i

La CBR 600F4i è stata prodotta dal 2001 al 2006. La F4i è stata pesantemente rivista e modificata con numerose migliorie al motore, al telaio e alla carenatura. Il cambiamento maggiore, oltre l'estetica, è l'aggiunta dell'iniezione elettronica multipoint di carburante, da cui la designazione del modello "F4i". L'iniezione di carburante consente una misurazione e un controllo sul consumo del carburante più precisi, fornendo al contempo una migliore risposta dell'acceleratore e riducendo le emissioni. Gli iniettori, uno per cilindro con quattro ugelli ciascuno, sono coadiuvati da nuovi corpi farfallati da 38 mm. più grandi rispetto ai precedenti da 36 mm.
Ulteriori modifiche al motore includono un pignone dell'albero a camme più leggero e diverse molle di richiamo delle valvole che consentono un regime di rotazione più elevato. Ci sono anche nuove fasce elastiche che generano meno attriti e maggiore flusso e pressione interna dell'olio motore. Il limitatore è stato spostato a 14200 giri al minuto, 700 giri al minuto in più rispetto alla F4 a carburatori. La nuova carenatura della F4i, che offre una riduzione del 3% del coefficiente di resistenza aerodinamica, ospita un nuovo design della calandra anteriore a doppio faro che utilizza lampadine H7 più luminose del 40% rispetto alle vecchie lampadine H4. I fari sono due unità multi-riflettore coperte da una lente in flexiglass monopezzo, con gli specchietti che sono stati posizionati più in alto e più vicini al guidatore.

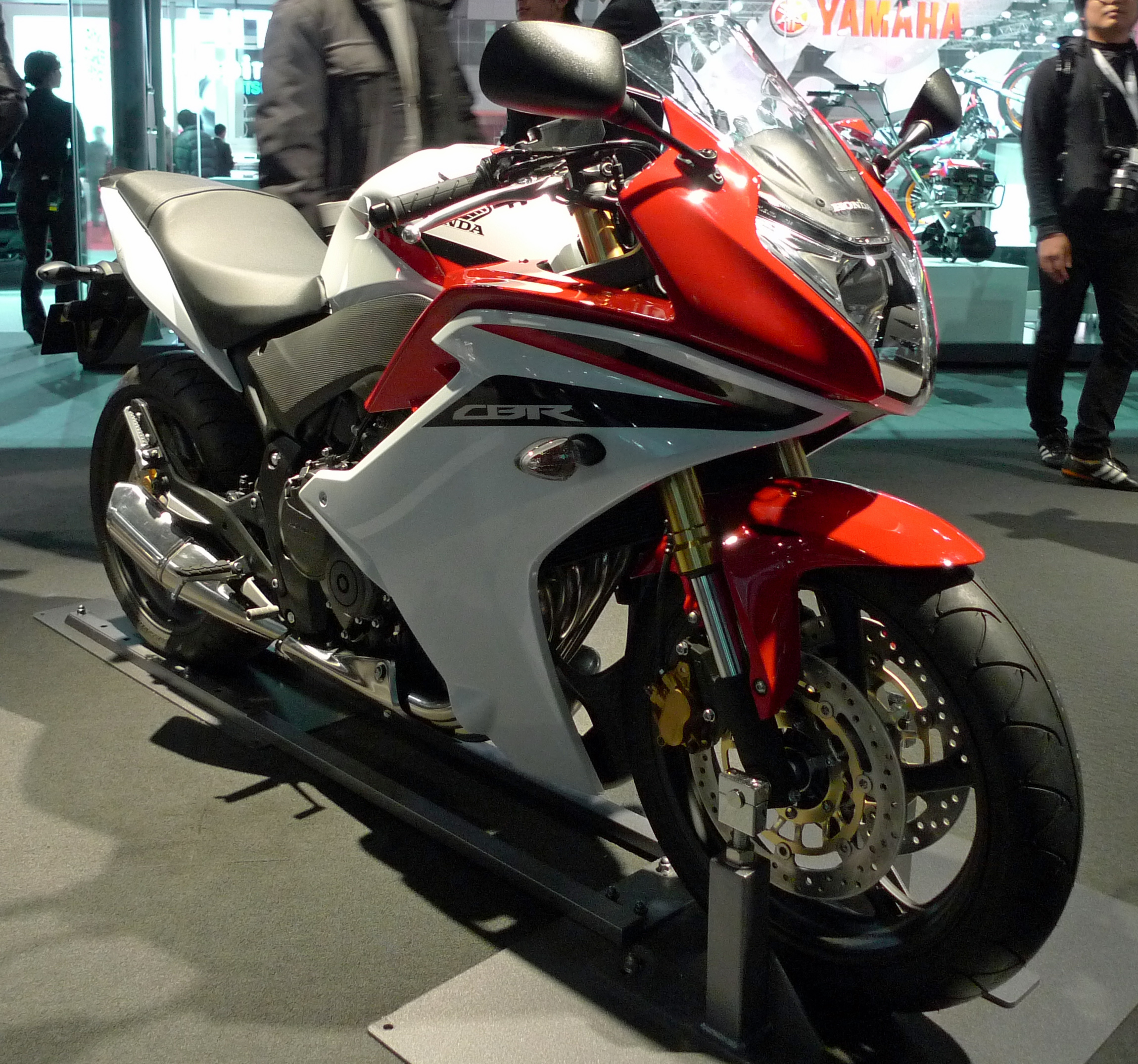
CBR 600F 2011

### CBR 600F (2011–2013)
Ad EICMA 2010 Honda ha presentato una riedizione della CBR 600F, progettata nel centro R&D della Honda Italia a Roma da Valerio Aiello e costruita in Italia ad Atessa solo per i mercati europei per un breve periodo. Questa riedizione della CBR600F condivide la maggior parte dei componenti con la naked CB 600F Hornet, come la forcella rovesciata sebbene più lunga di 50 mm e il telaio mono-dorsale in alluminio. La CBR600F del 2011 condivide anche il motore con la CB600F seppur rivisto in alcuni dettagli, con una potenza di circa 76 kW (102 CV) a 12.000 rpm e 65 Nm di coppia a 10.500 rpm. Però si differenzia da quest'ultima per la carenatura completa multistrato, nuova strumentazione e serbatoio.
In onore del pilota tedesco Stefan Bradl, Honda Germania ha lanciato un'edizione speciale della CBR600F chiamata CBR600F LCR, che presenta uno scarico Arrow in titanio, manopole del manubrio Progrip, un parafango posteriore, coprisella singolo, un kit di adesivi e ABS.

## Attività sportiva
Durante tutta la sua carriera dalla fine degli anni 80 ad inizio 2000, la CBR 600F è stata impiegata in vario modo nelle competizioni motociclistiche, vincendo il campionato SuperSport 600 1987.

## Riepilogo caratteristiche
| Modello                  | Honda CBR600F | Honda CBR600F2 | Honda CBR600F3 | Honda CBR600F4 | Honda CBR600F4i | Honda CBR600F |
| ------------------------ | --- | --- | --- | --- | --- | --- |
| Produzione               | 1987-1990 | 1991-1994 | 1995-1998 | 1999-2000 | 2001-2006 | 2011-2013 |
| Cilindrata               | 599 cm³ | 599 cm³ | 599 cm³ | 599 cm³ | 599 cm³ | 599 cm³ |
| Frazionamento            | 4 cilindri in linea                                                                                                | 4 cilindri in linea                                                                                                | 4 cilindri in linea | 4 cilindri in linea | 4 cilindri in linea | 4 cilindri in linea                                                                                                |
| Alesaggio x corsa        | 63,0 mm × 48,0 mm                                                                                                  | 65,0 mm × 45,2 mm                                                                                                  | 65,0 mm × 45,2 mm | 67,0 mm × 42,5 mm | 67,0 mm × 42,5 mm | 67,0 mm × 42,5 mm                                                                                                  |
| Rapporto di compressione | 11.0:1 | 11,5:1 | 12:1 | 12:1 | 12:1 | 12:1 |
| Potenza                  | 85,8 CV (64 kW) a 11000 giri/min                                                                                   | 97 CV (72 kW) a 12000 giri/min                                                                                     | 90,2 CV (67,3 kW) | 94,1 CV (70,2 kW) | 109 CV (81 kW) a 12500 giri/min                                                                                                   | 102 CV (76 kW) a 12000 giri/min                                                                                    |
| Coppia                   | 60 N⋅m a 8500 giri/min                                                                                             | 64 N⋅m a 10500 giri/min                                                                                            | 58,3 N⋅m | 59,1 N⋅m | 62 N⋅m a 10000 giri/min | 65 N⋅m a 10500 giri/min                                                                                            |
| Velocità massima         | | 147 mph (237 chilometri all'ora)                                                                                   | 153 mph (246 chilometri all'ora) | 156 mph (251 chilometri all'ora)                                                                                                  | 155 mph (249 chilometri all'ora)                                                                                                  | |
| Trasmissione             | Cambio manuale a 6 marce, finale a catena                                                                          | Cambio manuale a 6 marce, finale a catena                                                                          | Cambio manuale a 6 marce, finale a catena | Cambio manuale a 6 marce, finale a catena                                                                                         | Cambio manuale a 6 marce, finale a catena                                                                                         | Cambio manuale a 6 marce, finale a catena                                                                          |
| Pneumatici               | Anteriore: 110/80-17 Posteriore: 130/80-17                                                                         | Anteriore: 120/60-17 Posteriore: 160/60-17                                                                         | Anteriore: 120/60-17 Posteriore: 160/60-17 | Anteriore: 120/70-17 Posteriore: 180/55-17                                                                                        | Anteriore: 120/70-17 Posteriore: 180/55-17                                                                                        | Anteriore: 120/70-17 Posteriore: 180/55-17                                                                         |
| Telaio                   | doppia trave in acciaio                                                                                            | doppia trave in acciaio                                                                                            | doppia trave in acciaio | doppia trave in alluminio con sezione scatolata                                                                                   | doppia trave in alluminio con sezione scatolata                                                                                   | mono-dorsale in alluminio                                                                                          |
| Sospensioni              | anteriore: forcella telescopica da 37 mm; Posteriore: monoammortizzatore Pro-Link con precarico molla              | anteriore: 41 mm; posteriore: monoammortizzatore Pro-Link con precarico molla                                      | anteriore: precarico forcella HMAS da 41 mm regolabile in estensione e precarico; posteriore: monoammortizzatore Pro-Link HMAS completamente regolabile | anteriore: forcella HMAS completamente regolabile da 43 mm; posteriore: monoammortizzatore Pro-Link HMAS completamente regolabile | anteriore: forcella HMAS completamente regolabile da 43 mm; posteriore: monoammortizzatore Pro-Link HMAS completamente regolabile | anteriore: forcella telescopica rovesciata da 41 mm; posteriore: monoammortizzatore regolabile con precarico molla |
| Freni                    | anteriore: doppio disco da 276 mm, pinza a 2 pistoncini; posteriore: disco singolo da 218 mm, pinza a 1 pistoncino | anteriore: doppio disco da 276 mm, pinza a 2 pistoncini; posteriore: disco singolo da 218 mm, pinza a 1 pistoncino | anteriore: doppio disco da 276 mm, pinza a 2 pistoncini; posteriore: disco singolo da 218 mm, pinza a 1 pistoncino                                      | anteriore: doppio disco da 296 mm, pinza a 4 pistoncini; posteriore: disco singolo da 220 mm, pinza a 1 pistoncino                | anteriore: doppio disco da 296 mm, pinza a 4 pistoncini; posteriore: disco singolo da 220 mm, pinza a 1 pistoncino                | anteriore: doppio disco da 296 mm, pinza a 2 pistoncini; posteriore: disco singolo da 240 mm, pinza a 1 pistoncino |
| Dimensioni               | lunghezza: 2050 mm larghezza: 685 mm                                                                               | lunghezza: 2010 mm larghezza: 695 mm                                                                               | lunghezza: 2055 mm larghezza: 685 mm | | | lunghezza:2150 mm larghezza:740 mm altezza: 1150 mm                                                                |
| Interasse                | 1410 mm | 1405 mm | 1400 mm | 1390 mm | 1390 mm | 1390 mm |
| Altezza sella            | 770 mm | 810 mm | 810 mm | 810 mm | 805 mm | 805 mm |